# Chaenogobius raninus
Chaenogobius raninus és una espècie de peix de la família dels gòbids i de l'ordre dels perciformes.

## Morfologia
Els mascles poden assolir els cm de longitud total.

## Distribució geogràfica
Es troba al nord-oest del Pacífic.